# Дерби (конный спорт)
Де́рби — главный приз в скаковых и беговых испытаниях лошадей на ипподроме.
Название происходит от Эпсомского Дерби, проводимого в Англии в Эпсоме и получившего своё имя от Эдварда Смита Стэнли, 12-го графа Дерби, учредившего эти скачки в 1780 году для лошадей 3 лет чистокровной верховой породы на дистанцию 1,5 мили (2414 метров).

## Скаковое Дерби

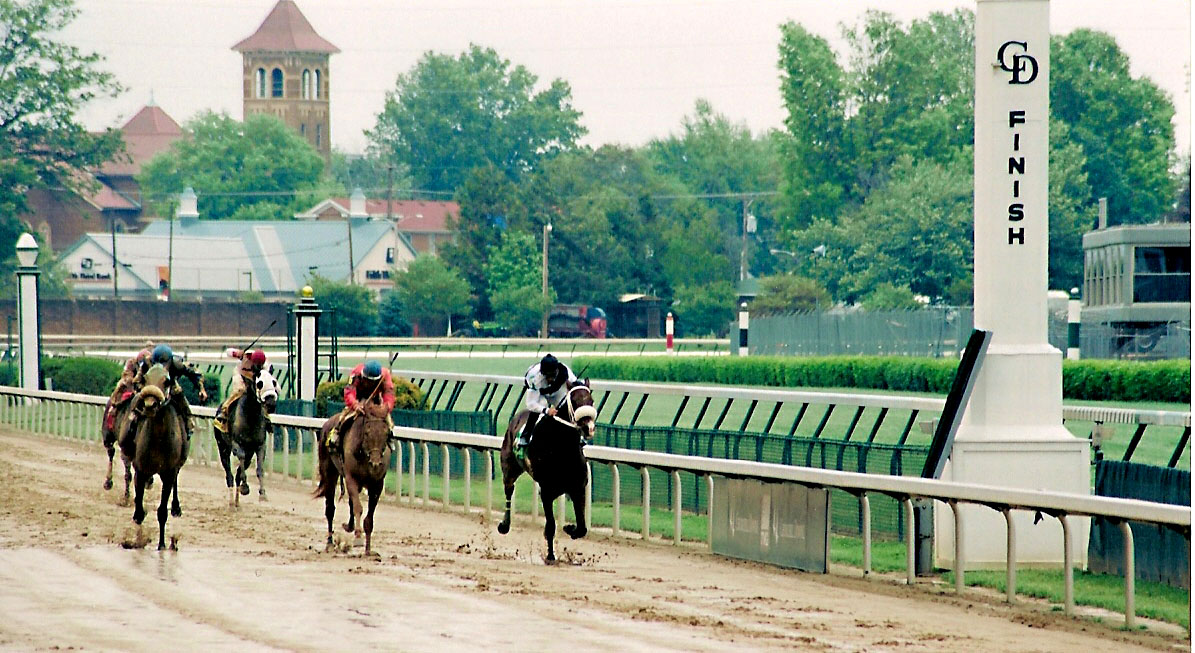
Скачки на ипподроме «Черчилл-Даунс», США

Скаковое Дерби считается классической и одной из главных скачек в жизни любой трёхлетней лошади. Крупнейшие скаковые Дерби:
- Эпсомское Дерби проводится в Великобритании в г. Эпсом, где это один из призов английской «Золотой Короны», то есть один из трёх старейших классических призов. Лошадь, выигравшая «Английскую Тройную Корону» или «Трипл Краун» называется «трижды венчанной», в Эпсомском Дерби  — самый главный из трёх призов. Сегодня в Эпсомском Дерби принимают участие до 20 лучших скакунов не только из Англии, но и из других стран. Больше всего раз — девять — эпсомское Дерби выигрывал легендарный английский жокей, сэр Лестер Пиготт. Он же является и самым молодым победителем Дерби в Эпсоме. Эпсомское Дерби — национальное событие для Англии, собирающее на трибунах свыше 400 тысяч человек.
- Кентукки Дерби проводится на ипподроме «Черчилл-Даунс» в Луисвилле, штат Кентукки, США. Это также одна из главных скачек страны, пусть не с самым высоким призовым фондом (дороже Кентукки Дерби в США только приз Бридерс Кап). Также как и Эпсомское Дерби в Англии, Кентукки Дерби является одной из трёх скачек американской «Тройной Короны».

В России скаковые Дерби проводятся на всех ипподромах, где проходят испытание скаковые лошади. Свои Дерби имеют чистокровные лошади, арабские лошади и ахалтекинские лошади. Если главное Дерби страны для арабской и ахалтекинской породы проходит на Пятигорском ипподроме, то для чистокровных лошадей, за исключением 1992—1999 гг., «Большой Всероссийский приз Дерби» проводится на Московском ипподроме.

## Беговое Дерби
Когда бега рысаков и иноходцев стали такими же популярными, как и скачки, для них также было решено учредить приз Дерби. Беговое Дерби — также один из главнейших призов в жизни рысака или иноходца. Однако дистанция и возраст лошадей, участвующих в беговом Дерби в разных странах разные. В США и Канаде рысаки и иноходцы рано созревают и обретают свою лучшую форму уже в 3 года. Поэтому там Дерби проводится для трёхлеток и бегут они на короткую дистанцию 1609 м (1 миля). Крупнейшим беговым Дерби в США является Международное Рысистое Дерби, которое проводится на ипподроме «Лексингтон». Принять участие в этом Дерби может любой рысак мира. В Европе крупнейшим рысистым Дерби считается Европейское Дерби, которое проводится каждый год на разных ипподромах стран-членов Европейской рысистой ассоциации на дистанцию 2100 м. Принять участие в Европейском Дерби может только рысак, рождённый в Европе. Европейские рысаки, среди которых доминирующими являются поздносозревающие рысаки французской породы, участвуют в Дерби в возрасте 4 лет, однако запись лошадей на участие в Европейском Дерби начинается ещё, когда будущим участникам 1,5 года.
В России рысистое Дерби является главнейшим призом сезона на каждом беговом ипподроме. Участие в нём на дистанции 1600 метров принимают лучшие четырёхлетние рысаки, рождённые в России. Крупнейшее беговое Дерби в России называется Большой Всероссийский приз и проводится на московском ипподроме. Рекорд Дерби в России принадлежит кобыле русской рысистой породы Премьере Лок, рождённой в Локотском конном заводе - 1 мин. 57,3с. Установленный в 2020 году. Существует в России и главный приз для четырёхлетних орловских рысаков — приз «Барса», которое неофициально называют «Орловским Дерби».